# Ілійський ботанічний сад
Ілійський ботанічний сад розташований в ущелині Ушжарма неподалік села Баканас Алматинської області Казахстану.
Загальна площа території складає 91 га, площа насаджень — 70,4 га. Сад поділений на 35 ділянок.
Ілійський ботанічний сад заснований у 1966 році. Його відкриттю передувало створення в 1946 Ілійської комплексної бази Академії наук Казахської РСР (нині Національна академія наук Казахстану). Основна мета запланованих робіт — вивчення напівпустельних і пустельних ландшафтів на околицях озера Балхаш.
У саду зростають харчові, лікарські та декоративні рослини. Для розведення було відібрано понад 2000 видів рослин, серед яких 140 видів дерев та чагарників (у тому числі 90 видів плодових рослин та 24 види хвойних), 230 декоративних рослин, а також злаки, бобові, кормові рослини. Детальне дослідження зазнавало життєвого циклу таких сортів садових рослин, як капуста Слава, помідори Бізон та Ерліана, огірки В'язниківські, морква Шантане, кавун Король Куби, диня Бухарська, в умовах різко континентального клімату. Ботанічний сад активно постачає на продаж саджанці яблуні, груші, туї, сосни, хеномелесу, троянди.
Нині Ілійський ботанічний сад керується Інститутом ботаніки та фітоінтродукції Міністерства освіти і науки Казахстану. Установа входить до списку особливо охоронюваних природних територій республіканського значення. Нинішній керівник установи — Серік Ісабаєв.
У 2011 році МОН РК профінансувало капітальний ремонт Головного (Алматинського), Жезказганського та Ілійського ботанічних садів.

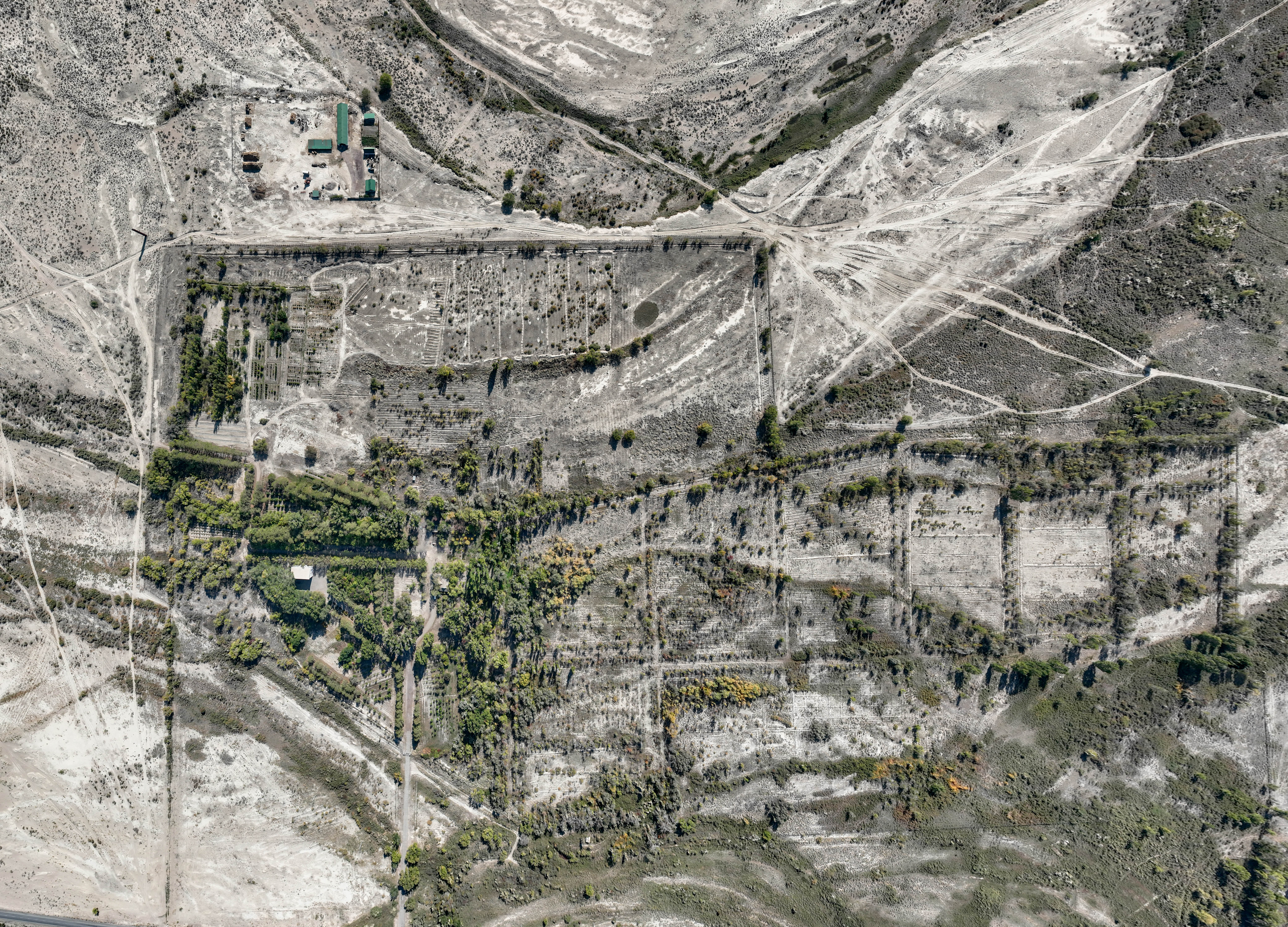
Територія саду у 2023 році
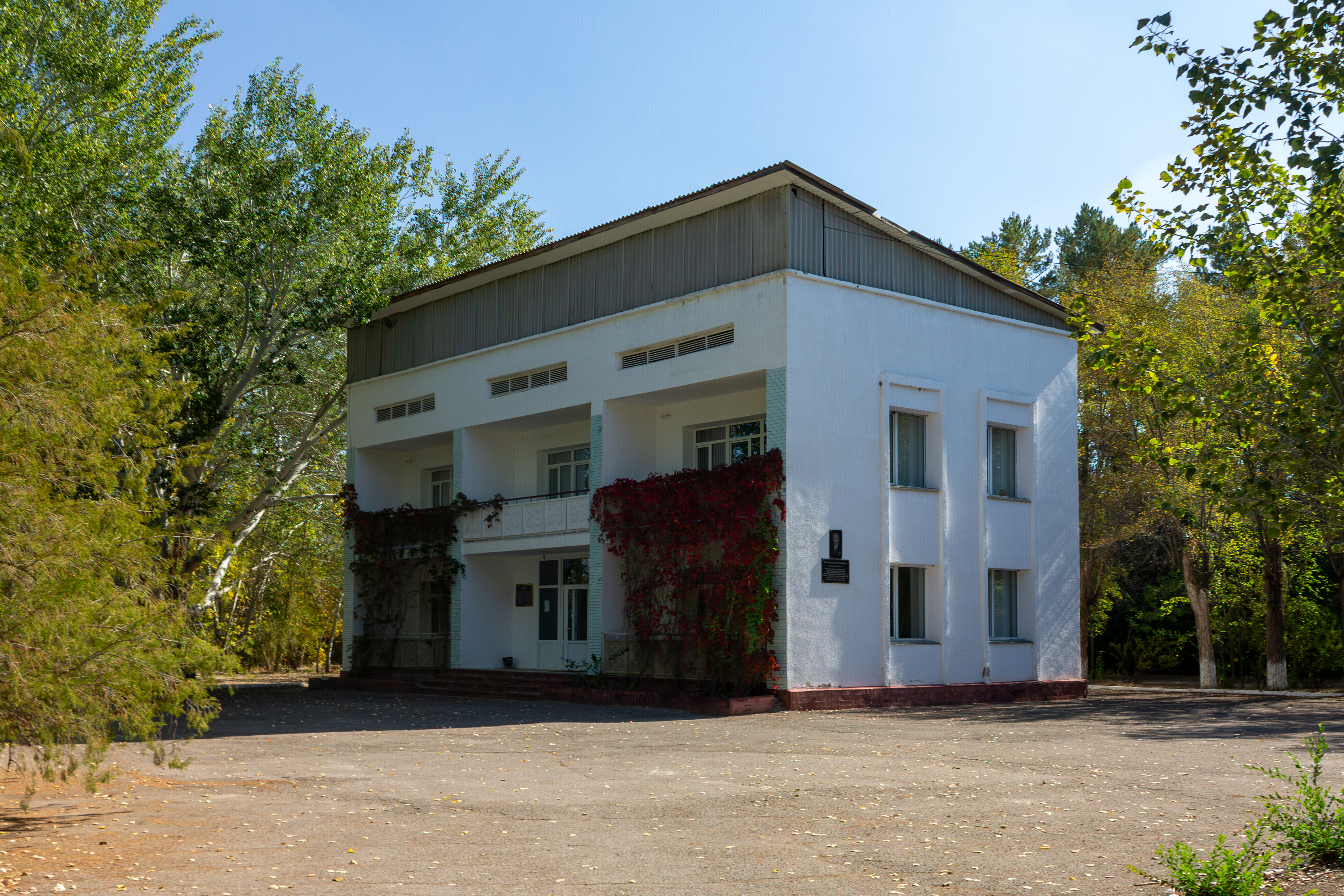
Будівля адміністрації саду у 2023 році